# Dick's Picks Volume 1
Dick's Picks Volume 1 es el primer álbum en vivo de Dick's Picks, serie  de lanzamientos en vivo de la banda estadounidense Grateful Dead. Fue grabado el 19 de diciembre de 1973 en el Curtis Hixon Hall en Tampa, Florida, y contiene una rara grabación de la banda tocando el estándar de blues «Nobody's Fault but Mine».
Como el primero de Dick's Picks, el álbum fue considerado por los Deadheads como un avance significativo. Todos los álbumes anteriores de Dead en vivo (excepto Vintage Dead e Historic Dead) se basaron en grabaciones de múltiples pistas, que se pueden remezclar ampliamente antes de lanzarse comercialmente. Dick's Picks se crearon utilizando grabaciones de conciertos estéreo (dos pistas). Esto hizo posible el lanzamiento de muchos más shows de Grateful Dead que existen en la extensa bóveda de cintas de la banda. La serie lleva el nombre del archivero de cintas de Grateful Dead, Dick Latvala.

## Caveat emptor
Cada volumen de Dick's Picks tiene su propia etiqueta “caveat emptor”, que informa al oyente sobre la calidad del sonido de la grabación. La etiqueta del volumen 1 dice:
“La grabación en este documento ha sido cuidadosamente remasterizada directamente de la cinta maestra original de dos pistas y, por lo tanto, no es inmune a las diversas fallas, empalmes, cambios de carrete y otros gremlins auditivos contenidos en dicho original. Dick's Picks difiere de nuestra serie From the Vault en que simplemente no teníamos acceso a programas completos (ni a las modernas capacidades de mezcla que ofrecen las cintas multipista). Pero creemos que el valor histórico y la calidad musical de estas cintas compensa con creces cualquier anomalía técnica... En otras palabras, lo que escuchas es lo que obtienes. ¡Y lo que obtienes no es malo!”

## Recepción de la crítica
Lindsay Planer, escribiendo para AllMusic, lo describió como “es un cierre típico de la era”. El autor Oliver Trager declaró que el concierto, “capturo a Grateful Dead en un auge de fluidez e invención en tiempo real”. Trager también elogió a los músicos y la interpretación del concierto. Dan Alford crítico la edición y exclusión de muchas canciones del volumen 1.

## Lista de canciones
Todas las canciones escritas y compuestas por Jerry Garcia y Robert Hunter, excepto donde esta anotado. 
| Disco uno |                                         |                                          |          |  |
| N.º       | Título                                  | Escritor(es)                             | Duración |  |
| 1.        | «Here Comes Sunshine»                   |                                          | 14:15    |  |
| 2.        | «Big River»                             | Johnny Cash                              | 5:23     |  |
| 3.        | «Mississippi Half-Step Uptown Toodeloo» |                                          | 7:30     |  |
| 4.        | «Weather Report Suite»                  | Eric Andersen Bob Weir John Perry Barlow | 15:57    |  |
| 5.        | «Big Railroad Blues»                    | Noah Lewis                               | 4:06     |  |
| 6.        | «Playing in the Band»                   | Weir Mickey Hart Hunter                  | 21:11    |  |

| Disco dos |                           |                                                 |          |  |
| N.º       | Título                    | Escritor(es)                                    | Duración |  |
| 1.        | «He's Gone»               |                                                 | 10:50    |  |
| 2.        | «Truckin'»                | Garcia Weir Phil Lesh Hunter                    | 9:19     |  |
| 3.        | «Nobody's Fault but Mine» | Blind Willie Johnson                            | 5:53     |  |
| 4.        | «Jam»                     | Garcia Keith Godchaux Bill Kreutzmann Lesh Weir | 8:11     |  |
| 5.        | «The Other One»           | Weir Kreutzmann                                 | 1:57     |  |
| 6.        | «Jam»                     | Garcia Godchaux Kreutzmann Lesh Weir            | 6:12     |  |
| 7.        | «Stella Blue»             |                                                 | 8:46     |  |
| 8.        | «Around and Around»       | Chuck Berry                                     | 5:37     |  |

## Créditos y personal
Créditos adaptados desde el folleto que acompaña al CD.
Grateful Dead
- Jerry Garcia – voz principal y coros, guitarra líder
- Keith Godchaux – teclado
- Donna Jean Godchaux – dando a luz[a]
- Bill Kreutzmann – percusión
- Phil Lesh – guitarra bajo, coros
- Bob Weir – guitarra rítmica, coros

Personal técnico
- Kidd Candelario – producción
- Dick Latvala – archivista

Diseño
- Bruce Polonsky – fotografía
- Gekko Graphics – diseño de portada